# منتزعة الكبريت البرازيلينية
منتزعة الكبريت البرازيلينية (الاسم العلمي: Desulfovibrio brasiliensis) هي نوع من البكتيريا، سلبية الغرام، تتبع جنس منتزعة الكبريت.